# マフムード・ムハンマド・アッブード
マフムード・ムハンマド・アッブード（アラビア語: محمود محمد عبود Maḥmūd Muḥammad ʿAbbūd、英語: Mahmoud Mohamed Aboud マハムード・モハメド・アブード、1960年5月20日 - ）は、コモロの大使。

## 経歴
1982年から1987年にかけて、アッブードはコモロ観光省のホテル部門で勤務。教育関係のポストを歴任した後、1994年、ニューヨークの国際連合コモロ政府代表部に参加。彼は昇任を重ねて2010年までに国連次席大使に就任し、同年に中国・日本・韓国・タイを担当する無任所大使を拝命したが、2011年8月には在中国大使となった。2014年4月24日より、兼在シンガポール大使。同年7月11日、初代駐日大使として東京を訪問し、皇居で信任状を捧呈した。

## その他の職務
- 2010年: 上海国際博覧会委員長
- 2012年: 麗水国際博覧会委員長